# Pōmare III
Pōmare III (ur. 25 czerwca 1820, zm. 8 stycznia 1827), bardziej znany jako Teriʻitariʻa Pōmare III – król Tahiti w latach 1821–1827, drugi syn Pōmare II. Wstąpił na tron 7 grudnia 1821, został koronowany 21 kwietnia 1824. Przez cały okres jego rządów władzę sprawowała Rada Regencyjna. Zmarł 8 stycznia 1827 na dyzenterię.